# ميرورز (فيلم)
ميرورز فيلم رعب أمريكي خارق للطبيعة صدر عام 2008 م، من إخراج ألكسندر أجا، بطولة كيفر ساذرلاند، باولا باتون، وإيمي سمارت.  بدأ تصوير الفيلم  في 1 مايو 2007 ،  وعُرض في دور العرض الأمريكية في 15 أغسطس 2008.

## وصلات خارجية
- ميرورز على موقع IMDb (الإنجليزية)
- ميرورز على موقع ميتاكريتيك (الإنجليزية)
- ميرورز على موقع روتن توميتوز (الإنجليزية)
- ميرورز على موقع نتفليكس (الإنجليزية)
- ميرورز على موقع قاعدة بيانات الأفلام العربية
- ميرورز على موقع ألو سيني (الفرنسية)
- ميرورز على موقع Turner Classic Movies (الإنجليزية)
- ميرورز على موقع أول موفي (الإنجليزية)
- ميرورز على موقع بوكس أوفيس موجو (الإنجليزية)
- ميرورز على موقع فيلمافينيتي (الإسبانية)